# 高雄85大樓

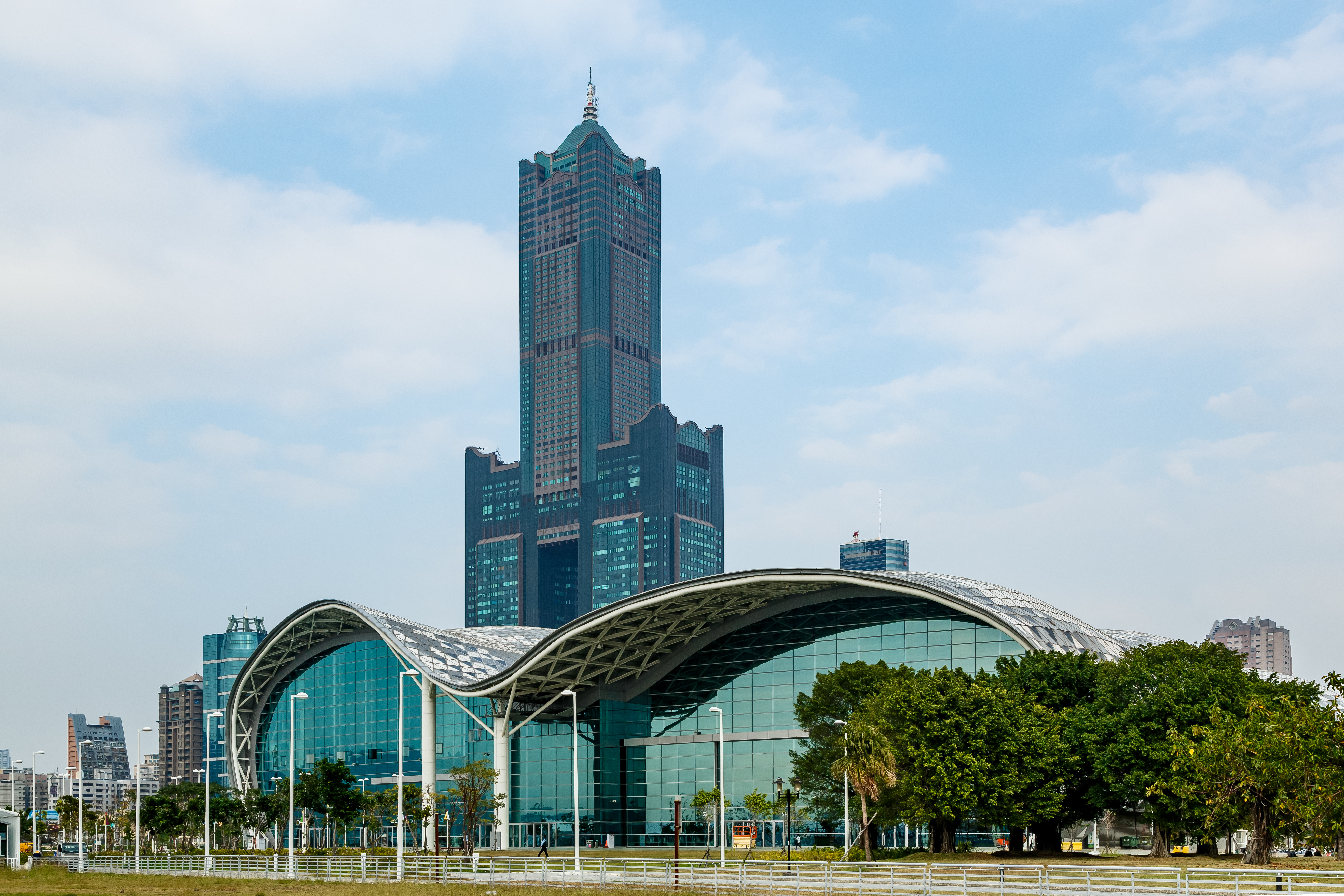
85大樓與高雄展覽館

高雄85大樓（英語：85 Sky Tower），亦可稱東帝士85國際廣場，前稱東帝士建台大樓、TC Tower，位於高雄市苓雅區，緊鄰著高雄港和新光碼頭，是85层楼高的摩天大楼，建築高度為378公尺（1,240.2英尺)，目前為高雄第一高樓、台灣第二高的摩天大樓。1997年完工時，為僅次於中信廣場、信興廣場的亞洲第三高樓、亦為世界第六高樓。現況為住商綜合大樓。

## 概要

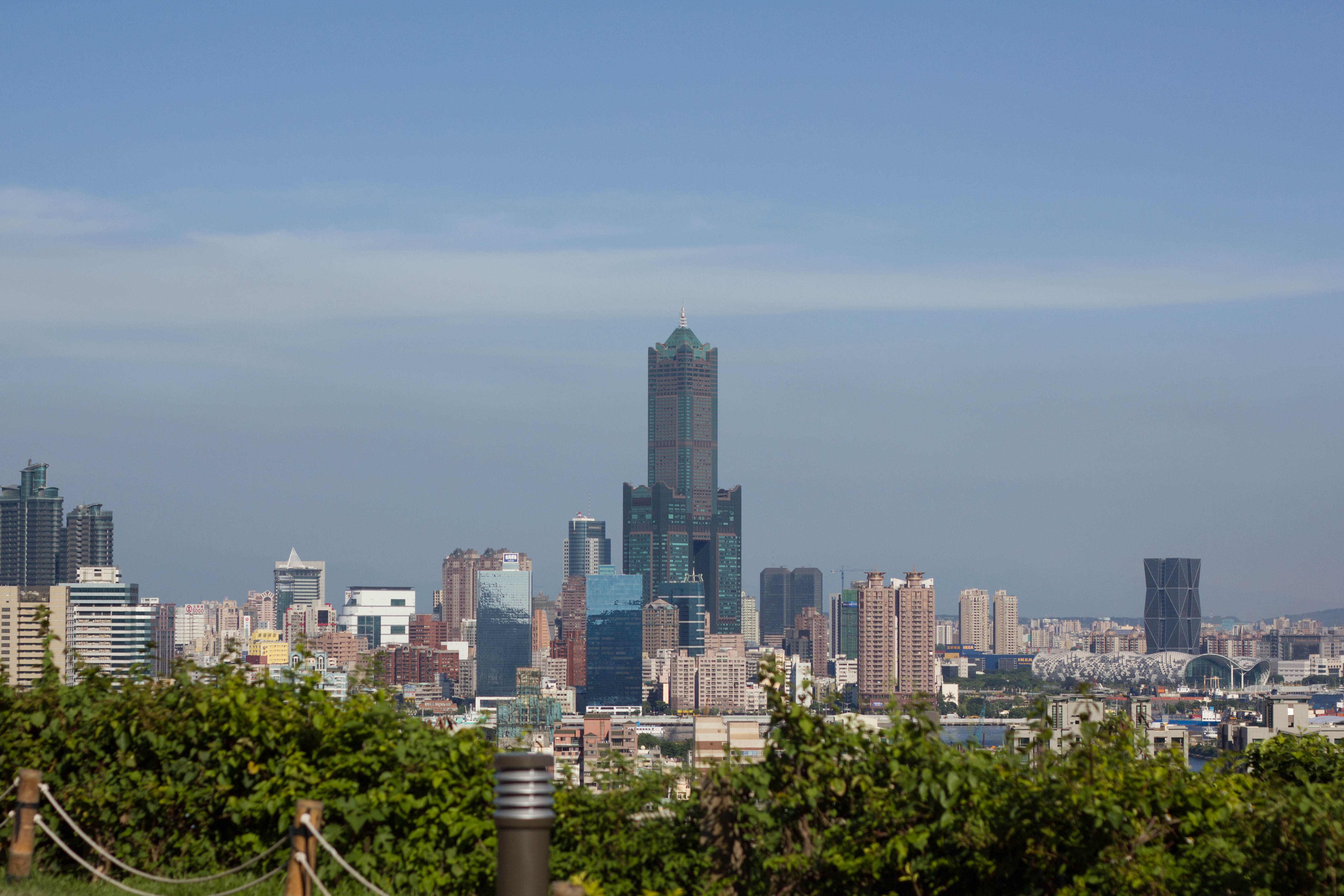
自壽山遠眺85大樓及高雄市區

矗立於高雄港邊的高雄85大樓，是高雄重要的地標。樓高含尖塔378公尺，地上85層、地下5層，1988年東帝士集團東雲建設及建台水泥公司決定合約簽訂聯合投資，在高雄建造一棟具有旅館、商場辦公室等用途之超高層大樓，初命名為TC Tower。大樓自1989年開始興建，就遭逢地基流失問題，連續壁無法順利完成，歷經8年時間，到1997年才完工。1999年飯店試營運。若以最高使用樓層排名（實際樓高不含天線），則高雄85大樓是世界第27高（2017年10月截止）。85大樓落成時是臺灣最高的建築，直到被台北101超越。大樓没有44樓（见四的禁忌），43楼直接连接到45楼，而45樓的宴會廳其實為第44層，是利用第57層的機房層做替換，故使用上的45樓~57樓比實際樓層多1樓，58樓起恢復正常。頂樓金字塔冠是3层楼高；电梯最高抵達至第79层。
85大樓緊鄰高雄當時最繁榮的三多商圈，是一棟地下5層，地上85層的建築，樓高347.5公尺（不含電信桿）， 斥資新台幣180億元，平均每坪造價約19萬元。整棟建築由二棟側翼撐起中央高樓主建物，原先規劃地下2樓至地上7樓為日本大丸百貨與東帝士旗下的建台水泥合開建台大丸百貨；8樓至12樓規劃為當時台灣最大的魔幻天地室內主題樂園（建台魔幻嘉年華），大樓右側12樓至35樓為展覽廳，左側辦公大樓，37樓起為晶華酒店，大樓內並有部分中、高樓層做為對外販售的套房產品。 
原本預期完工後，主題樂園及百貨公司開幕後吸引龐大人潮，酒店開幕提升高雄飯店水準，只是為時不久。首先是主題樂園發生國中生攀爬設施導致斷頸死亡意外事件，價值數億元的進口遊樂設施被勒令停止營運；日商大丸於2001年10月23日撤出後，建台水泥無力獨自營運百貨部門於2002年結束營業，萬坪賣場閒置；隨後發生東帝士集團負責人陳由豪掏空案，陳由豪逃往海外後晶華酒店就遭到銀行接管，2003年改名為青雲金典酒店，2011年由億大管理公司接手改名君鴻國際酒店（2019年7月歇業）。2015年幸福人壽掏空案爆發董事長鄧文聰官司纏身，導致億大管理顧問有限公司積欠銀行債務，君鴻國際酒店又遭到法拍。君鴻國際酒店於2019年3月由海霸王集團負責人莊自立以54.4億標下，並於10月29日完成點交作業。
2024年7月，海霸王標得的飯店樓層開始進行裝潢拆除工程。

## 建築設計

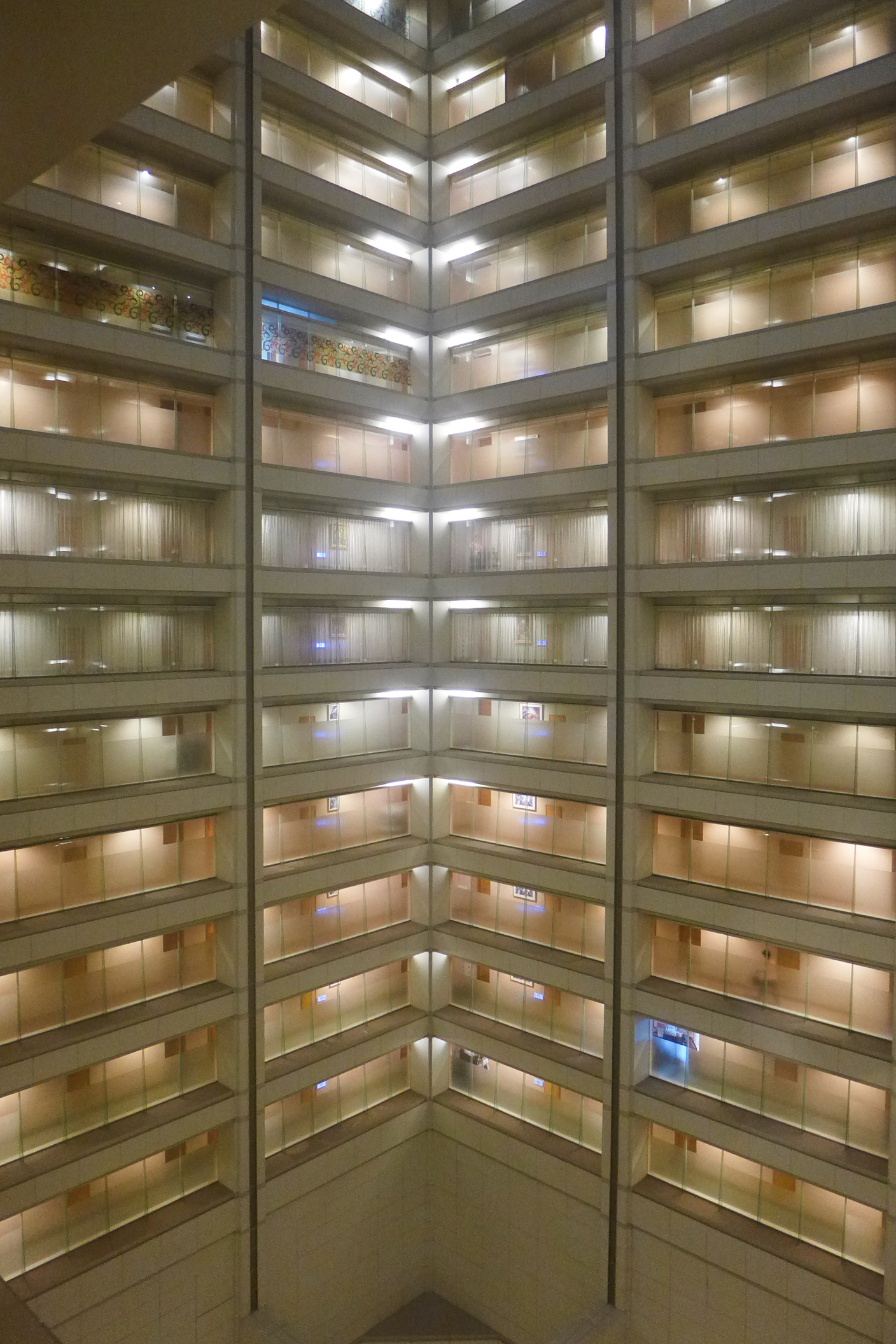
高雄85大樓45－83楼的中庭

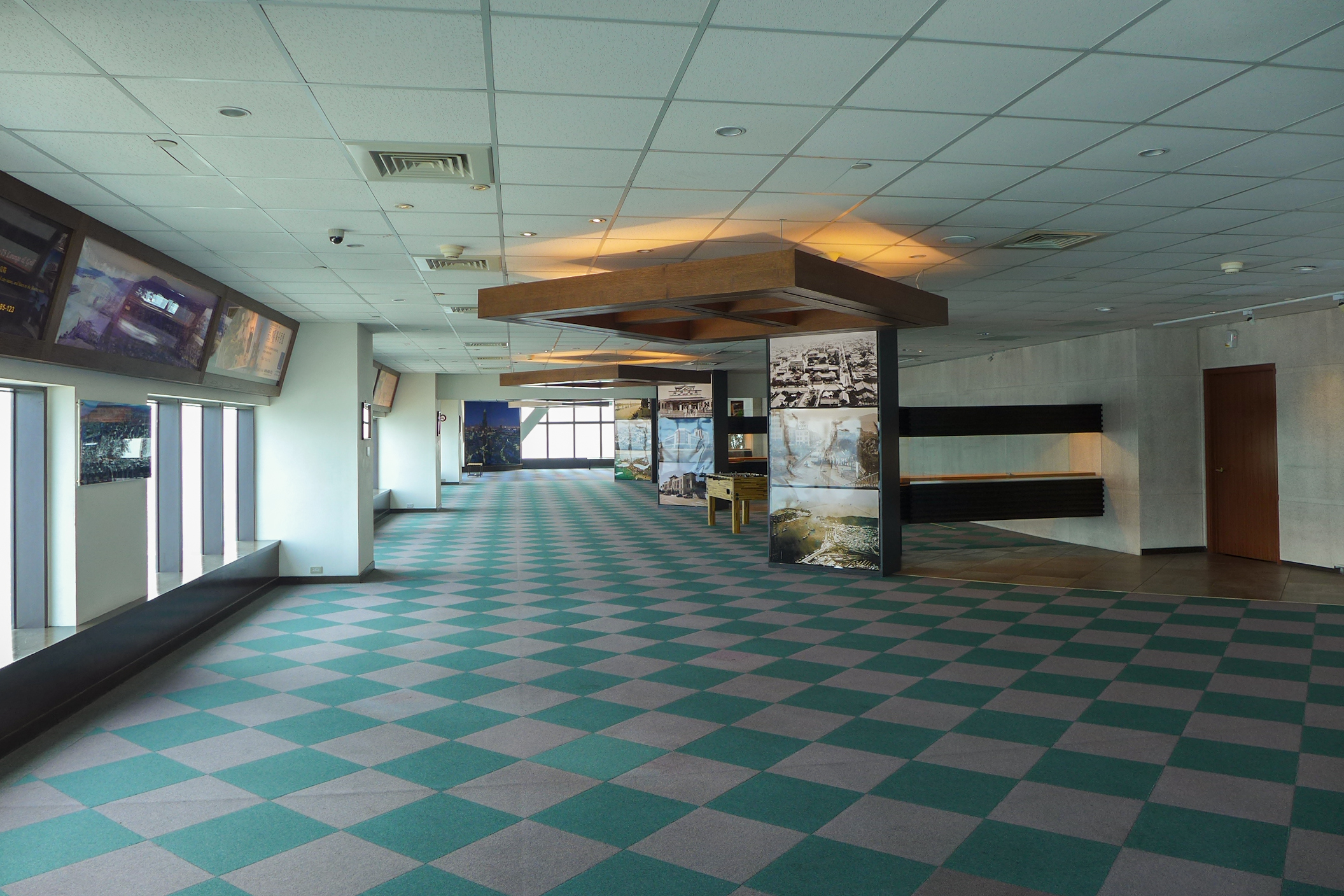
74樓觀景層（2015年）

高雄85大樓擁有特殊的貫穿設計，左右兩棟建築在35樓以上合併成單一的高塔，直到85層的尖頂，而在中央塔下方留下一個中空的空間。大樓的外型表現出所在城市的名字：「高」（高雄市）。大樓建築總面積達30萬平方公尺，竣工時在亞洲排名僅次於北韓的柳京飯店（36萬平方公尺）。
此外，高雄85大樓也是臺灣第一棟引進抗風阻尼器的摩天大樓。大樓內也配置了多達92部的電梯和手扶梯，最快的電梯每分鐘速率為750公尺，可在45秒之內上升77層樓。
74樓是一個專門為旅客設計的觀景層，可俯瞰高雄港、台灣海峽、壽山及高雄市景，能見度高時，可看見屏東縣北大武山，夏天能見度全盛時甚至可遠望海上的小琉球。內有展示許多和高雄市相關的攝影照片，以及拍賣物品的櫥窗、紀念品區等，旅客亦可在觀景咖啡廳賞景休息。大樓內部主要為義联集團擁有的辦公室。綺麗珊瑚珠寶公司於內部1樓開設旗鑑店。此外尚含日租套房，而37樓至80樓原為君鴻國際酒店（前稱高雄金典酒店），為全台灣最高的五星級觀光飯店，有590間房間，2019年7月歇業。

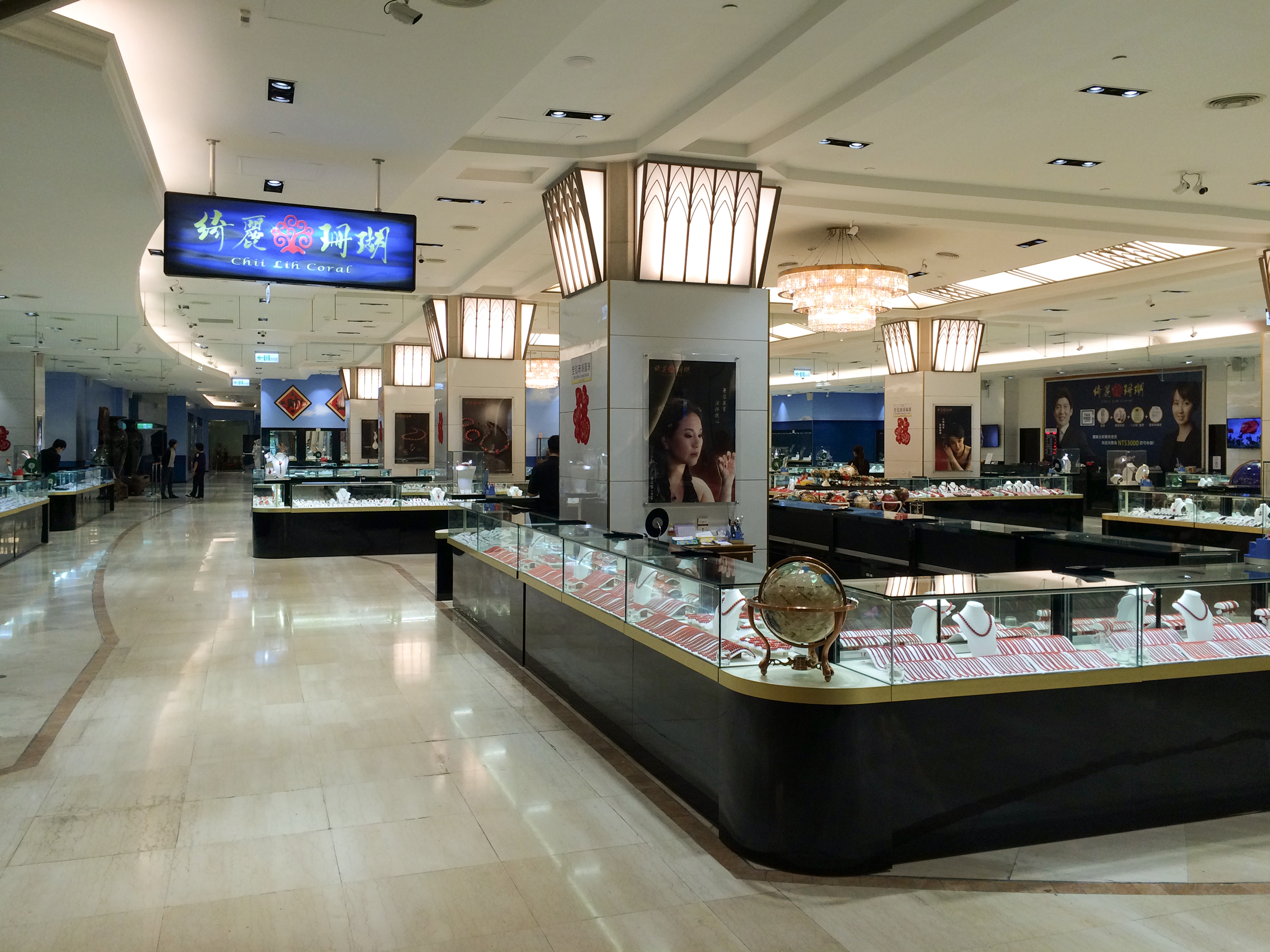
1樓綺麗珊瑚珠寶
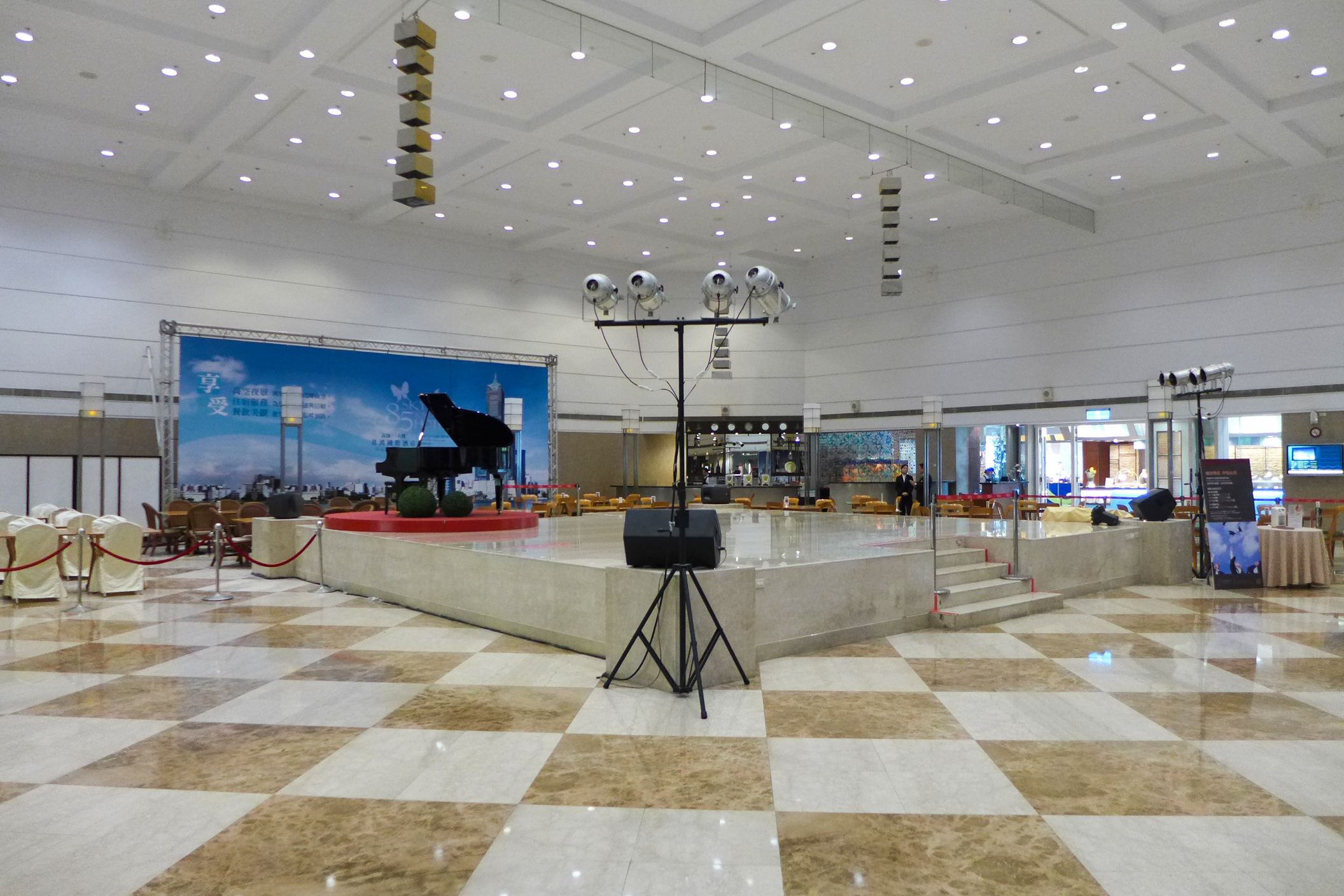
君鴻國際酒店39樓大堂
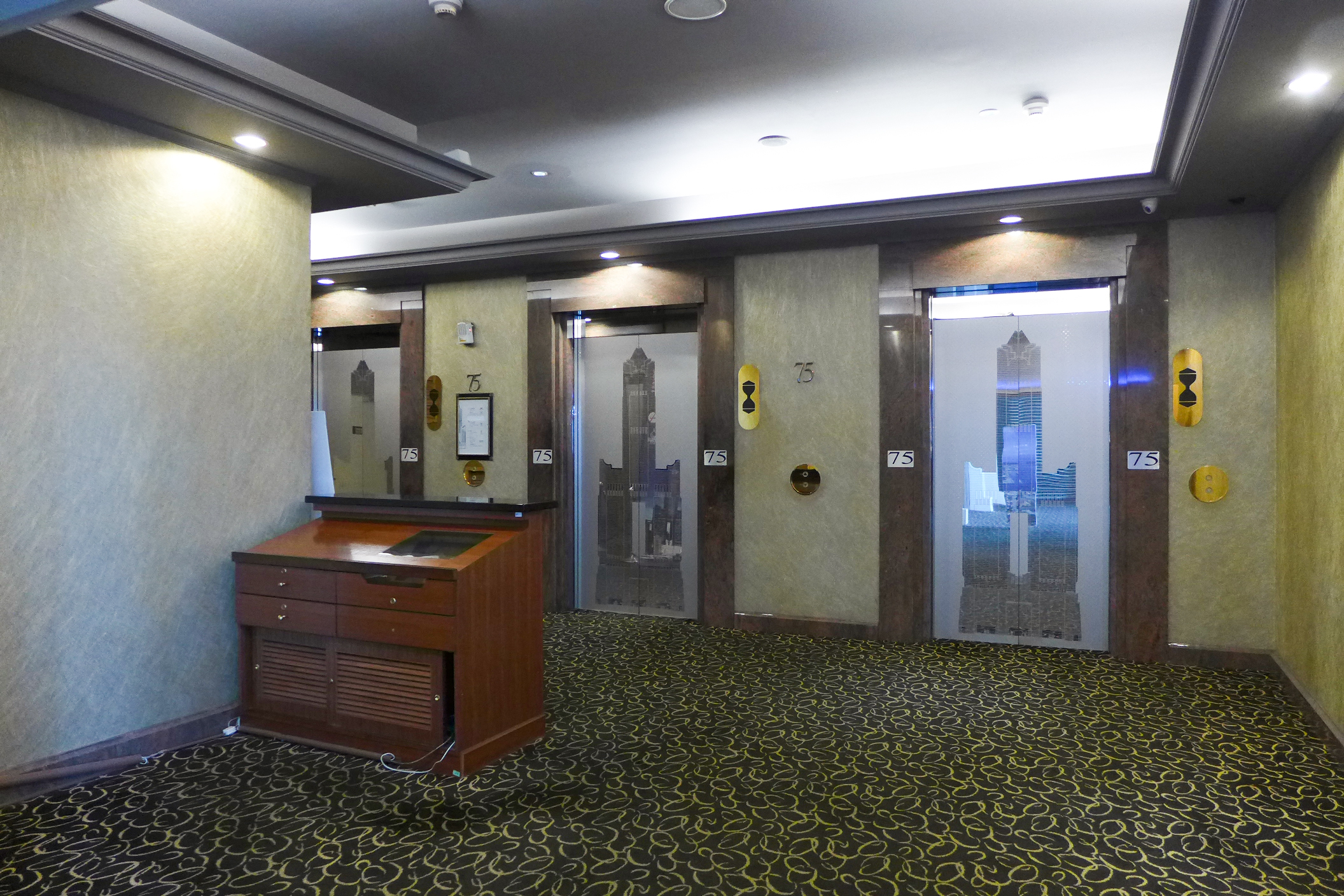
高雄85大樓75樓大堂

## 樓層使用
| 樓層                 | 用途                                   |
| -------------------- | -------------------------------------- |
| 85                   | 金字塔冠，共3层楼高。並不對外开放      |
| 84                   | 金字塔冠，共3层楼高。並不對外开放      |
| 83                   | 金字塔冠，共3层楼高。並不對外开放      |
| 82                   | 广播电台的訊號發射樓層                 |
| 81                   | 广播电台的訊號發射樓層                 |
| 80                   | 广播电台的訊號發射樓層                 |
| 没有电梯到80楼及以上 |                                        |
| 79                   | 空樓層                                 |
| 78                   | 空樓層                                 |
| 77                   | 空樓層                                 |
| 76                   | 空樓層                                 |
| 75                   | 空樓層                                 |
| 74                   | 室内觀景台（停業）                     |
| 73                   | 飯店用途（停業中，海霸王集團擁有產權） |
| 72                   | 飯店用途（停業中，海霸王集團擁有產權） |
| 71                   | 飯店用途（停業中，海霸王集團擁有產權） |
| 70                   | 飯店用途（停業中，海霸王集團擁有產權） |
| 69                   | 飯店用途（停業中，海霸王集團擁有產權） |
| 68                   | 飯店用途（停業中，海霸王集團擁有產權） |
| 67                   | 飯店用途（停業中，海霸王集團擁有產權） |
| 66                   | 飯店用途（停業中，海霸王集團擁有產權） |
| 65                   | 飯店用途（停業中，海霸王集團擁有產權） |
| 64                   | 飯店用途（停業中，海霸王集團擁有產權） |
| 63                   | 飯店用途（停業中，海霸王集團擁有產權） |
| 62                   | 飯店用途（停業中，海霸王集團擁有產權） |
| 61                   | 飯店用途（停業中，海霸王集團擁有產權） |
| 60                   | 飯店用途（停業中，海霸王集團擁有產權） |
| 59                   | 飯店用途（停業中，海霸王集團擁有產權） |
| 58                   | 飯店用途（停業中，海霸王集團擁有產權） |
| 57                   | 飯店用途（停業中，海霸王集團擁有產權） |
| 56                   | 飯店用途（停業中，海霸王集團擁有產權） |
| 55                   | 飯店用途（停業中，海霸王集團擁有產權） |
| 54                   | 飯店用途（停業中，海霸王集團擁有產權） |
| 53                   | 飯店用途（停業中，海霸王集團擁有產權） |
| 52                   | 飯店用途（停業中，海霸王集團擁有產權） |
| 51                   | 飯店用途（停業中，海霸王集團擁有產權） |
| 50                   | 飯店用途（停業中，海霸王集團擁有產權） |
| 49                   | 飯店用途（停業中，海霸王集團擁有產權） |
| 48                   | 飯店用途（停業中，海霸王集團擁有產權） |
| 47                   | 飯店用途（停業中，海霸王集團擁有產權） |
| 46                   | 飯店用途（停業中，海霸王集團擁有產權） |
| 45                   | 飯店用途（停業中，海霸王集團擁有產權） |
| 43                   | 飯店用途（停業中，海霸王集團擁有產權） |
| 42                   | 飯店用途（停業中，海霸王集團擁有產權） |
| 41                   | 飯店用途（停業中，海霸王集團擁有產權） |
| 40                   | 飯店用途（停業中，海霸王集團擁有產權） |
| 39                   | 飯店用途（停業中，海霸王集團擁有產權） |
| 38                   | 飯店用途（停業中，海霸王集團擁有產權） |
| 37                   | 飯店用途（停業中，海霸王集團擁有產權） |
| 36                   | 機房                                   |
| 35                   | 南棟：办公室 - 不對外开放 北棟：住宅   |
| 34                   | 南棟：办公室 - 不對外开放 北棟：住宅   |
| 33                   | 南棟：办公室 - 不對外开放 北棟：住宅   |
| 32                   | 南棟：办公室 - 不對外开放 北棟：住宅   |
| 31                   | 南棟：办公室 - 不對外开放 北棟：住宅   |
| 30                   | 南棟：办公室 - 不對外开放 北棟：住宅   |
| 29                   | 南棟：办公室 - 不對外开放 北棟：住宅   |
| 28                   | 南棟：办公室 - 不對外开放 北棟：住宅   |
| 27                   | 南棟：办公室 - 不對外开放 北棟：住宅   |
| 26                   | 南棟：办公室 - 不對外开放 北棟：住宅   |
| 25                   | 南棟：办公室 - 不對外开放 北棟：住宅   |
| 24                   | 南棟：办公室 - 不對外开放 北棟：住宅   |
| 23                   | 南棟：办公室 - 不對外开放 北棟：住宅   |
| 22                   | 南棟：办公室 - 不對外开放 北棟：住宅   |
| 21                   | 南棟：办公室 - 不對外开放 北棟：住宅   |
| 20                   | 南棟：办公室 - 不對外开放 北棟：住宅   |
| 19                   | 南棟：办公室 - 不對外开放 北棟：住宅   |
| 18                   | 南棟：办公室 - 不對外开放 北棟：住宅   |
| 17                   | 南棟：办公室 - 不對外开放 北棟：住宅   |
| 16                   | 南棟：办公室 - 不對外开放 北棟：住宅   |
| 15                   | 南棟：办公室 - 不對外开放 北棟：住宅   |
| 14                   | 南棟：办公室 - 不對外开放 北棟：住宅   |
| 13                   | 南棟：办公室 - 不對外开放 北棟：住宅   |
| 12                   | 空樓層（百貨用途）                     |
| 11                   | 空樓層（百貨用途）                     |
| 10                   | 空樓層（百貨用途）                     |
| 9                    | 空樓層（百貨用途）                     |
| 8                    | 空樓層（百貨用途）                     |
| 7                    | 空樓層（百貨用途）                     |
| 6                    | 空樓層（百貨用途）                     |
| 5                    | 空樓層（百貨用途）                     |
| 4                    | 百貨用途（停業中，綺麗集團擁有產權）   |
| 3                    | 百貨用途（停業中，綺麗集團擁有產權）   |
| 2                    | 百貨用途（停業中，綺麗集團擁有產權）   |
| 1                    | 大廳層                                 |
| B1                   | 空樓層                                 |
| B2                   | 空樓層                                 |
| B3                   | 停车场                                 |
| B4                   | 停车场                                 |
| B5                   | 停车场                                 |

## 電梯配置
共有56台電梯，分成P及S系列，其中S系列是供載貨用。電梯製造商為台灣三菱電梯。以下為所有電梯及會停留的樓層。

### P系列
- P1-P4（百貨商場專用電梯）：B5-B1、1-8
- P5-P7（停車場專用電梯）：B5-B3、1
- P8-P15（1F-12F穿梭電梯）：1、12
- P16-P19（北棟商務行館-低層電梯）：12-25
- P20-P23（北棟商務行館-高層電梯）：12、25-35
- P24-P27（南棟辦公室-低層電梯）：12-25
- P28-P31（南棟辦公室-高層電梯）：12、25-35
- P34-P37（穿梭酒店用電梯）：1、39、41
- P38-P42（酒店用電梯）：38-70
- P48-P49（觀景台電梯）：P48:1、77, P49:1、75
- P50（觀景台電梯）：1、39、66、75、77
- P53-P55（建台魔幻嘉年華專用電梯）：1、8-11

### S系列
- S32（載貨或緊急電梯）：B2、B1、1-79
- S33（載貨電梯）：B2、B1、1-36
- S43、S44（酒店用載貨電梯）：1、37-39、41
- S45（酒店用客房電梯）：37-68
- S46（載貨或緊急電梯）：B3-B1、1-78
- S47（停車場電梯）：1、B3、B4
- S51、S52（建台百貨載貨電梯）：B2、B1、1-8

## 相片集

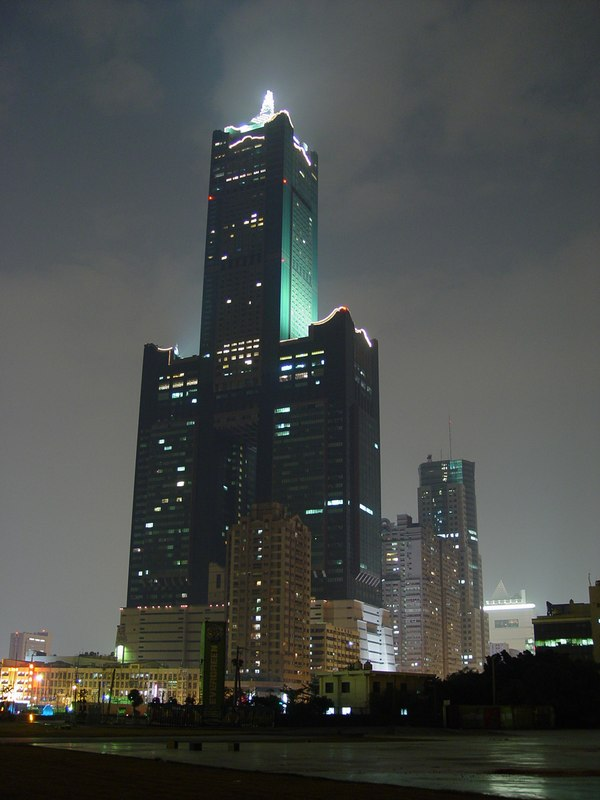
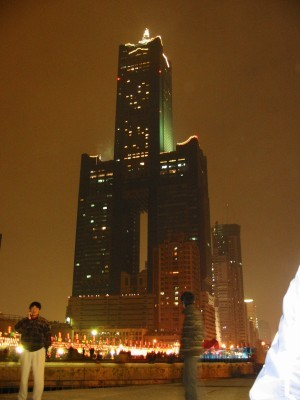
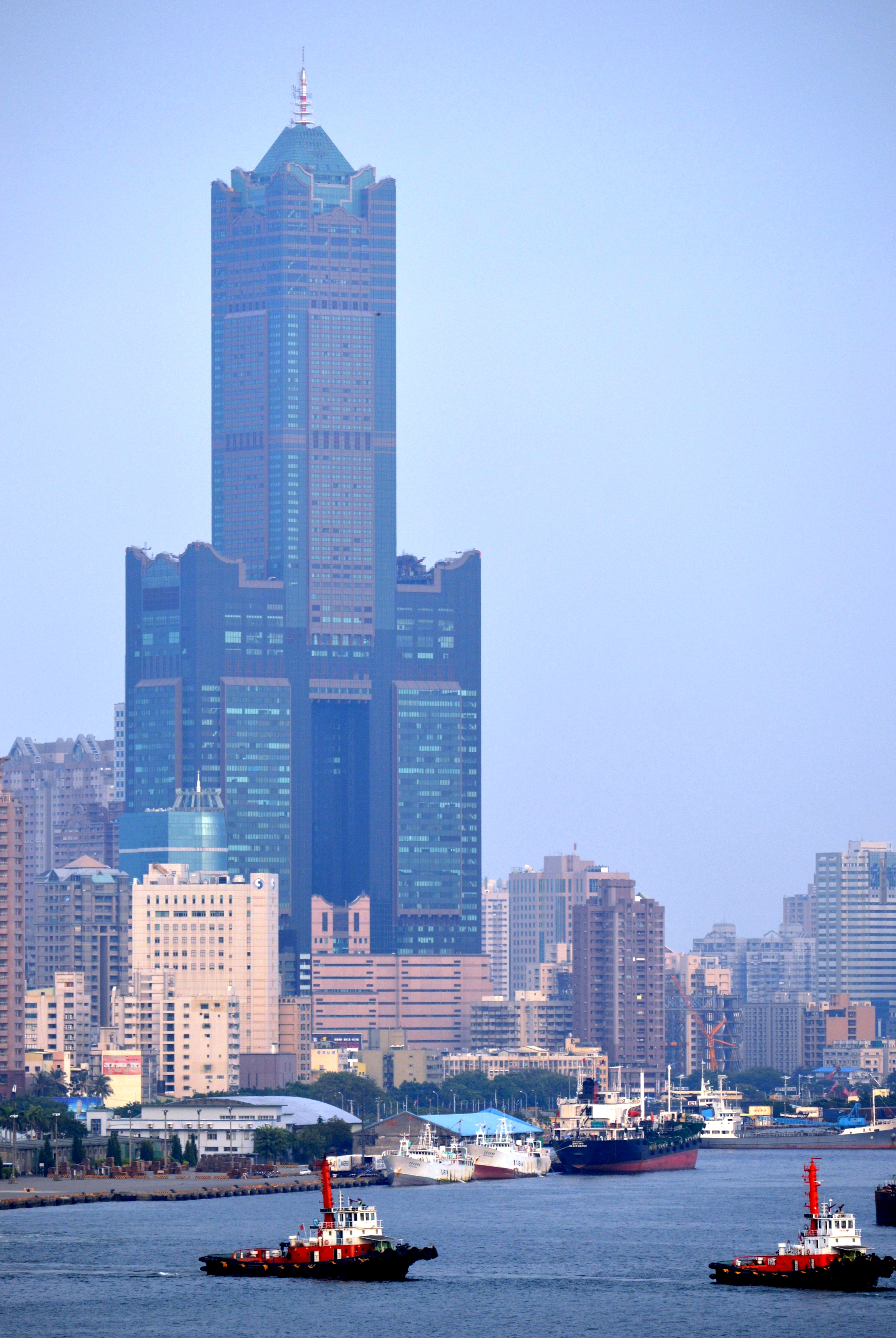
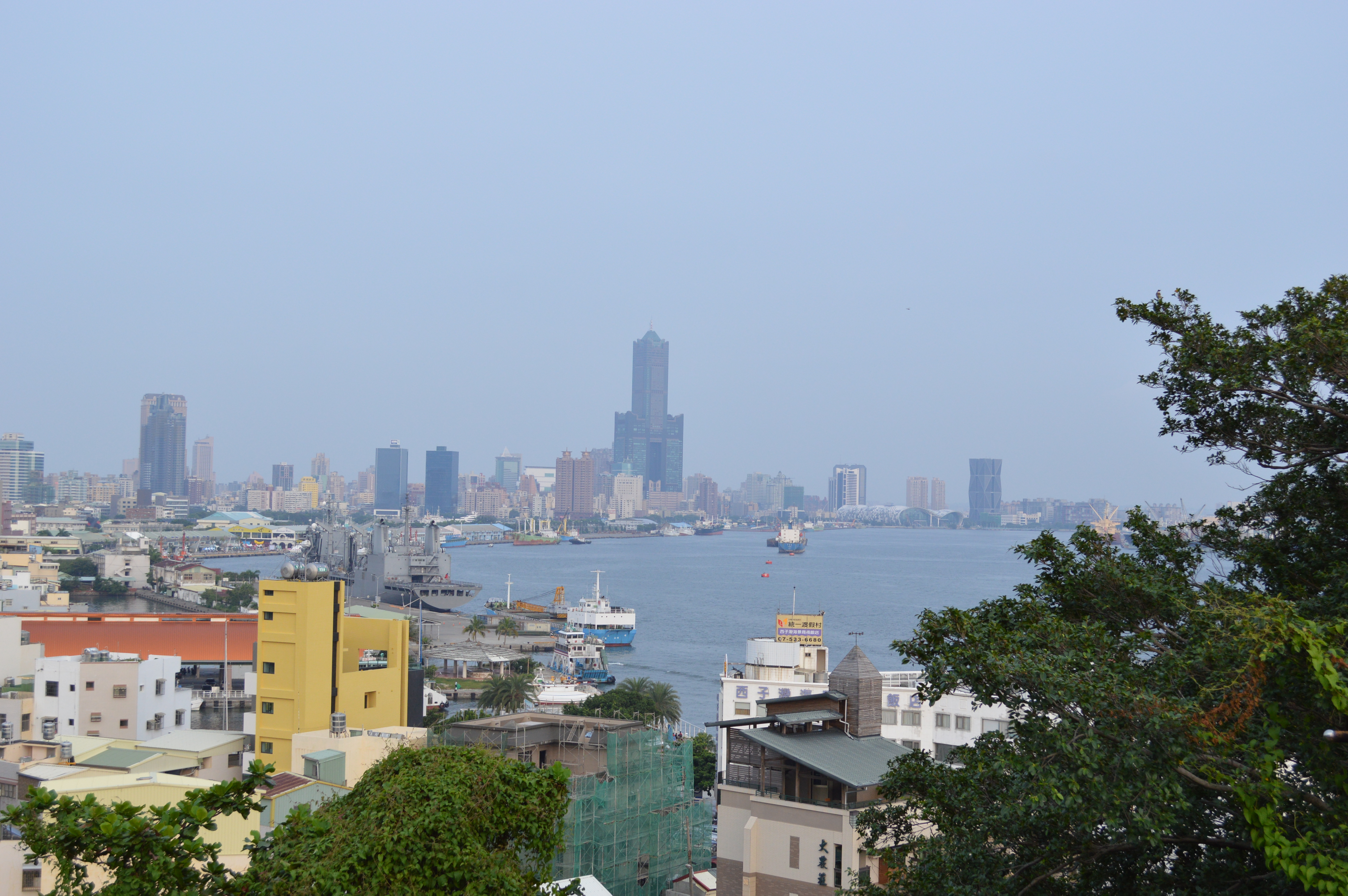
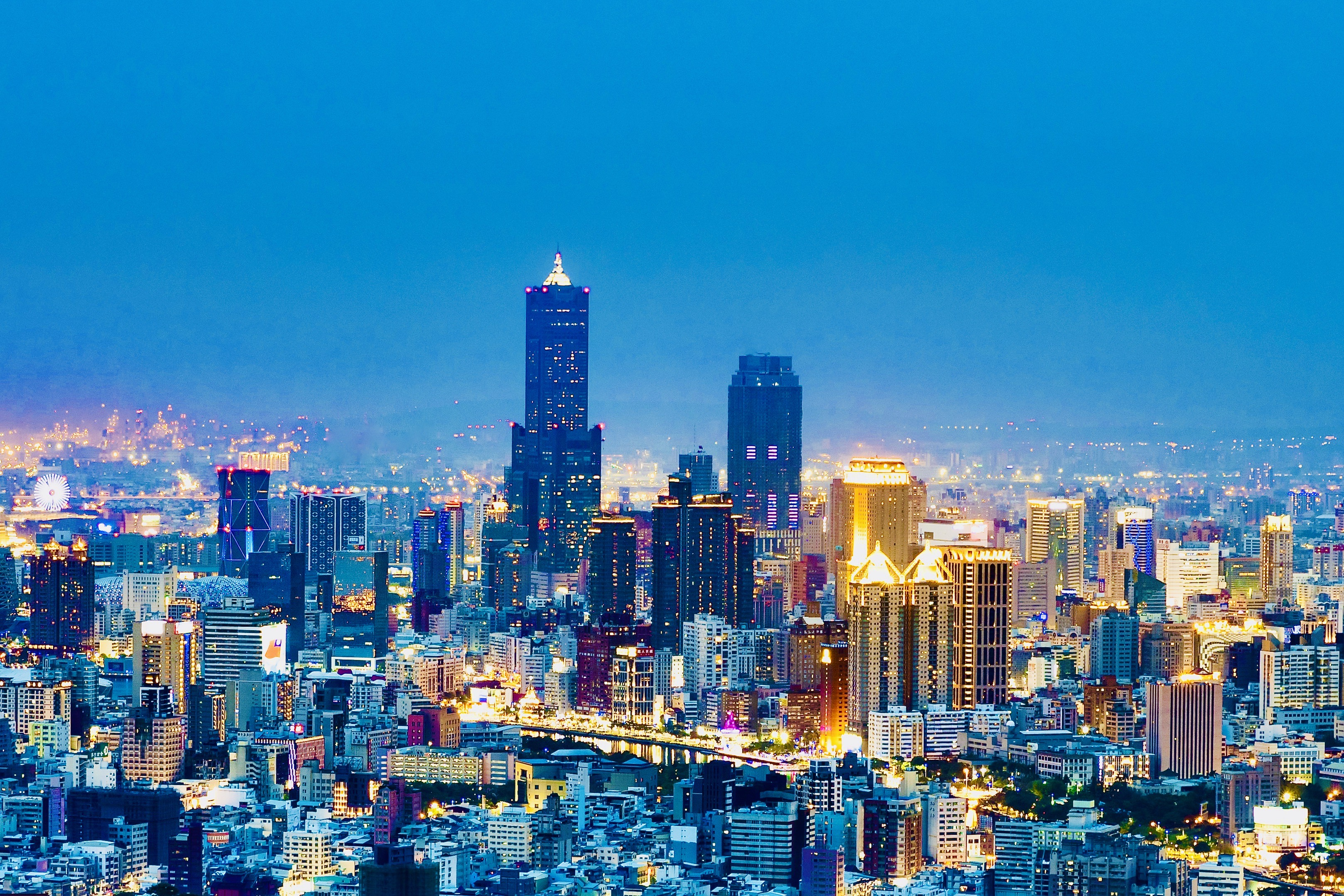
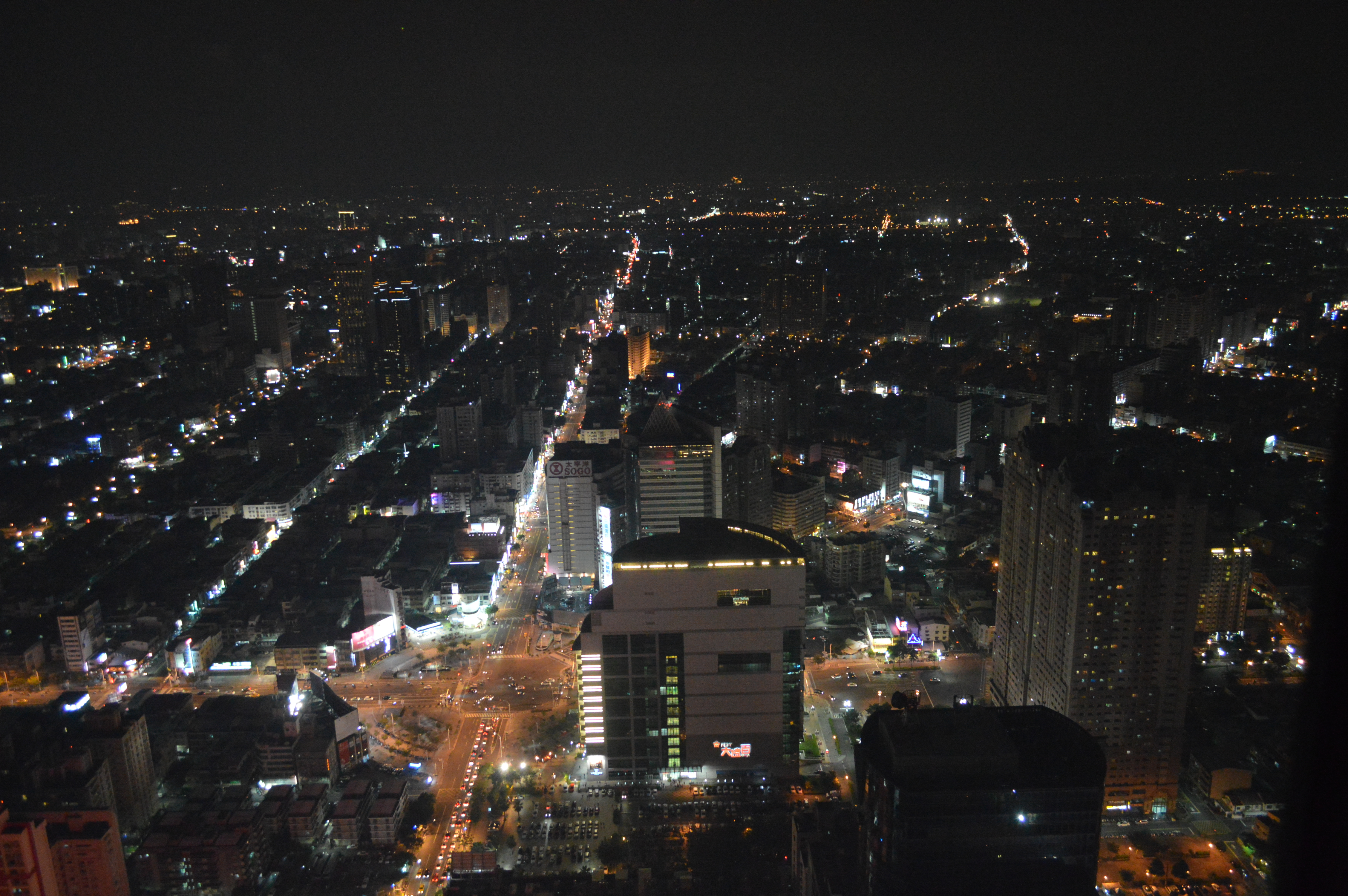

## 廣播訊號傳送
KISS Radio、高屏廣播電台、民生之聲廣播電台、陽光廣播電台、主人廣播電台、港都廣播電台、下港之聲放送頭電台的發射站設在本大樓的81樓。
| 頻率     | 台名                       | 天線功率 | 播送區域                     |
| -------- | -------------------------- | -------- | ---------------------------- |
| 89.7 MHz | 民生之聲廣播電台           | 40 W     | 高雄市、屏東                 |
| 90.1 MHz | 高屏廣播電台               | 100 W    | 高雄市、屏東                 |
| 90.5 MHz | 下港之聲放送頭廣播電台     | 20 W     | 高雄市、屏東                 |
| 96.9 MHz | 主人廣播電台               | 45 W     | 高雄市、屏東                 |
| 98.3 MHz | 港都廣播電台               | 50 W     | 高雄市、屏東                 |
| 99.1 MHz | 陽光廣播電台               | 35 W     | 高雄市、屏東                 |
| 99.9 MHz | 大眾廣播電台（KISS Radio） | 21 W     | 高雄市、屏東、臺南市部分地區 |

## 登高賽
高雄市政府與中華民國路跑協會曾在2003年3月22日配合高雄市體育季活動，舉辦高雄地區唯一一次的85金典超越巔峰國際登高賽，共吸引1900人參加，比賽使用1─75樓、296.9公尺的樓高進行比賽。最後，黃國榮與李淑文分別以8分23秒與15分21秒在男子組、女子組中奪下冠軍。

## 交通資訊

### 捷運
- 紅線三多商圈站
- 黃線三多商圈站

### 輕軌
- 環狀輕軌高雄展覽館站

### 公車
- 高雄市公車：
  - 八五大樓
    - 100、黃1、83、綠1

  - 圖書總館
    - 214、紅21

### 公共自行車
- 高雄市公共自行車租賃系統

## 參看
- 摩天大樓
- 高雄摩天大樓列表
- 台北101

## 外部連結
- 高雄85大樓（整修中） - 交通部觀光局  （页面存档备份，存于）
- OpenStreetMap上有關高雄85大樓的地理